# Paul Vosseler
Paul Vosseler (* 20. März 1890 in Gelterkinden; † 19. Dezember 1979 in Basel) war ein Schweizer Geograf, Hochschullehrer und Autor.

## Leben und Werk
Paul Vosseler war ein Sohn von Christian Vosseler, Sekundarlehrer am Realgymnasium in Basel, und der Maria, geborene Keiser. 1911 erwarb er am Lehrerseminar in Basel das Primarlehrerpatent und begann ein Geografiestudium an der Universität Basel. In der Folge erwarb er 1913 das Mittellehrdiplom und unterrichtete an der Basler Knabensekundarschule. Von 1918 bis 1955 unterrichtete er an der Unteren Realschule und nach dem Erwerb des Oberlehrerexamens 1915 am Realgymnasium in Basel.

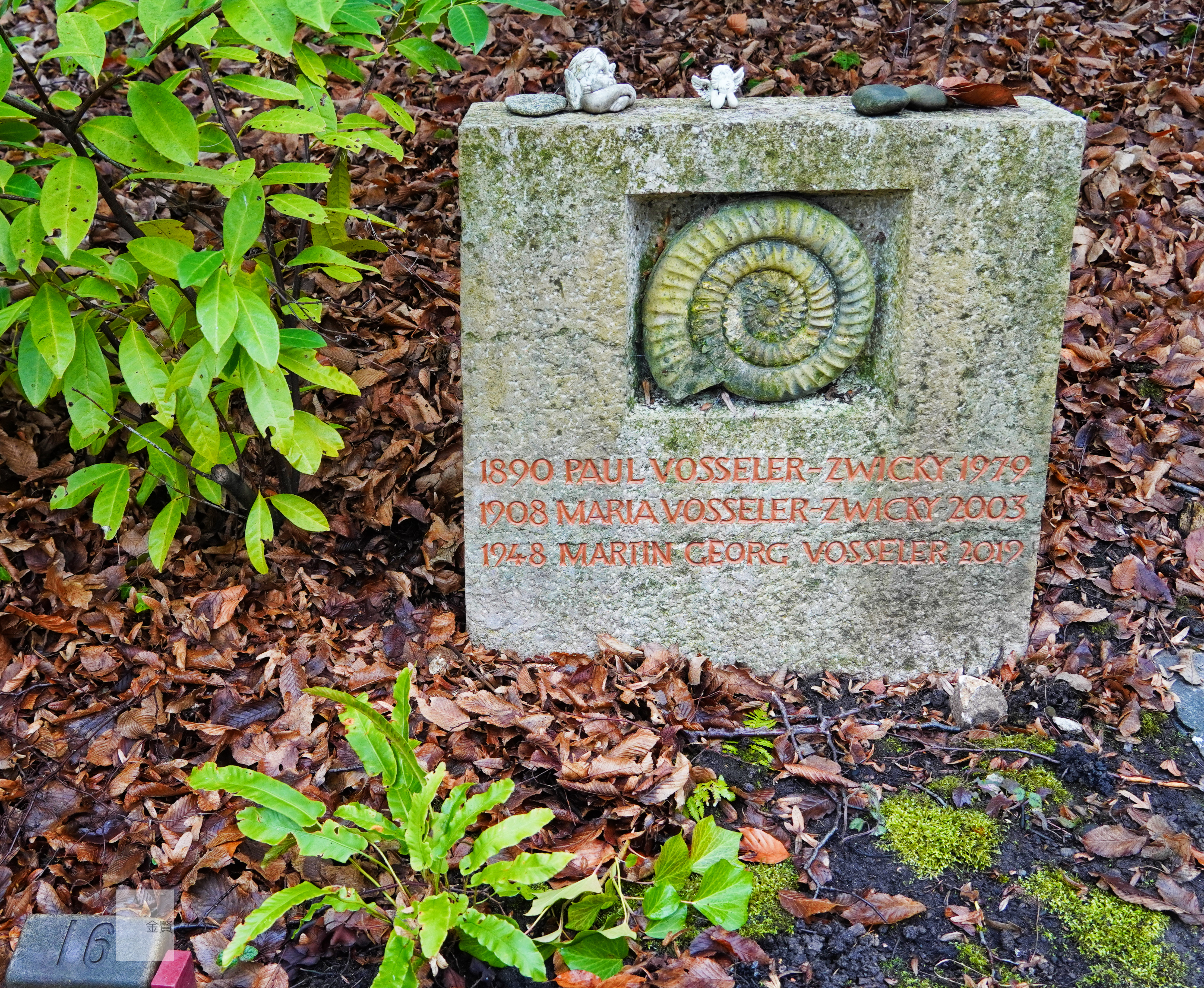
Grabstein Paul und Maria Vosseler-Zwicky und Martin Georg Vosseler auf dem Friedhof am Hörnli

Vosseler promovierte 1917 bei Gustav Braun über die Morphologie des Aargauer Juras und habilitierte sich 1926 bei Hugo Hassinger im selben Themenbereich. Vosseler beschäftigte sich mit der Geologie der Region Basel und publizierte einen mehrfach aufgelegten Leitfaden für den Geographie-Unterricht. Im mehrbändigen Handbuch der geografischen Wissenschaft (1930–1949) verfasste er 1933 den Teil Die Schweiz.
1930 erhielt er den Lehrauftrag für Länderkunde an der Universität Basel und war von 1936 bis 1947 ausserordentlicher Professor. Als interimistischer Leiter stand er von 1947 bis 1961 dem Geografischen Institut vor. Vosseler war Mitbegründer und Präsident der Geographisch-Ethnologischen Gesellschaft Basel und von 1931 bis 1934 Präsident des Verbands Schweizerischer Geographischer Gesellschaften. Zudem war er von 1944 bis 1946 Präsident der Gesellschaft Schweiz-Sowjetunion.
Als Autor publizierte er zahlreiche Monografien und Artikel, insbesondere in der Zeitschrift Der Schweizer Geograph. Seine umfangreiche Fotosammlung mit geografischen und volkskundlichen Motiven aus der Schweiz befinden sich im Staatsarchiv Basel-Landschaft. Weitere Manuskripte und Fotos aus dem Nachlass befinden sich in der Handschriften-Sammlung der Universitätsbibliothek Basel.
Paul Vosseler war in erster Ehe seit 1917 mit Rosa, geborene Gantenbein († 1943), verheiratet. Zusammen hatten sie einen Sohn und eine Tochter. 1944 heiratete er Maria, geborene Zwicky (1908–2003). Zusammen hatten sie zwei Söhne, darunter Martin Vosseler.
Seine letzte Ruhestätte fand er auf dem Friedhof am Hörnli.